# Draagbare spelcomputer

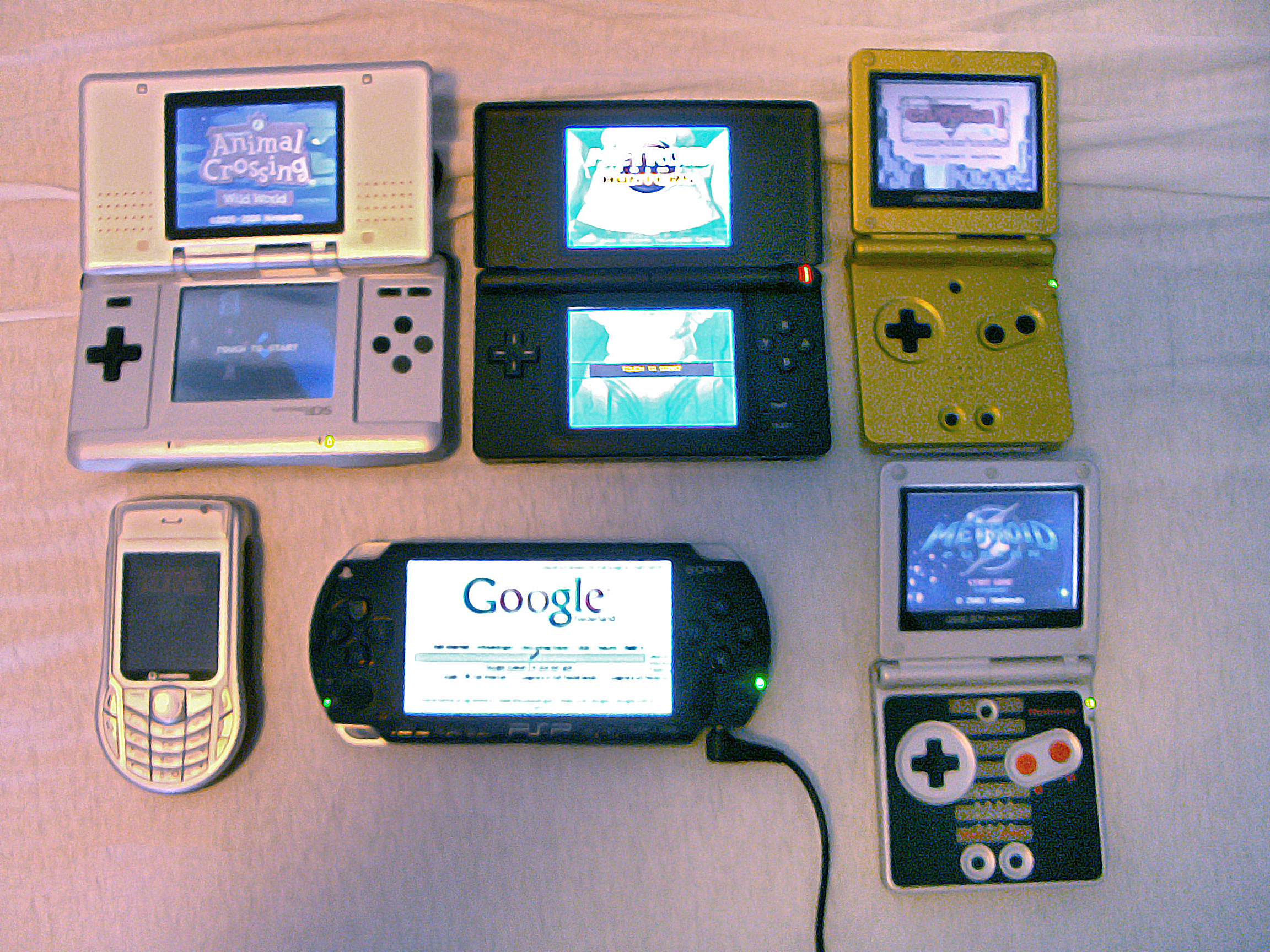
Verschillende handhelds bij elkaar, waaronder de Sony PSP en de Nintendo DS

Een draagbare of handzame spelcomputer (Engels: handheld) is een draagbaar apparaat om spelletjes op te spelen. Bekende voorbeelden hiervan zijn de Nintendo DS, de Nintendo 3DS, de PSP, de PlayStation Vita en de Game Boy Advance. Enkele minder bekende zijn onder andere de Gizmondo, de Supervision, de Mega Duck/Cougar Boy en de WonderSwan.

## Geschiedenis
De eerste handzame en draagbare spelcomputers waren klein, hadden een klein zwart-wit lcd-scherm en konden maar één ingebouwd spel spelen. De bekendste producent van dergelijke lcd-spellen en een van de pioniers was het Japanse bedrijf Nintendo, die vanaf 1980 de serie Game & Watch uitbracht. Eerst met één klein schermpje later met grotere en dubbelen schermen. Erg bekend waren toen al de Donkey Kong en Mario spellen. De spellen werden ontwikkeld tot 1991, en in dat jaar verscheen de Nintendo Game Boy, een cartridge gebaseerd-systeem, zodat meerdere spellen op hetzelfde apparaat konden worden gespeeld.
Lange tijd had Nintendo de absolute monopoliepositie op de draagbare spelcomputermarkt met de Game Boy. In de loop der jaren heeft Nintendo concurrentie gekregen van onder andere de Atari Lynx en de Sega Game Gear, maar bleef de marktleider. Nog steeds proberen concurrenten deze markpositie te ondermijnen, zoals het Japanse Sony met de PlayStation Portable, het eveneens Japanse Bandai met de WonderSwan-serie en het Finse Nokia met de spelcomputer/mobiele telefoon de N-Gage.

## Veelzijdigheid
De modernere draagbare spelcomputers worden steeds veelzijdiger. Zo is het mogelijk om met een PSP films, muziek en foto's te bekijken en op het internet te surfen.
De DS heeft twee schermen (waarvan één een aanraakscherm) en een ingebouwde microfoon. De Nintendo 3DS heeft ook twee schermen, het onderste scherm is hetzelfde gebleven, maar het bovenste scherm kan 3D weergeven zonder 3D-bril. Er zijn bovendien multimedia handhelds ontstaan, zoals de welbekende iPod (en ook Sony PSP).

## Trivia
- De draagbare spelcomputers zijn de enige spelcomputers die anno 2025 nog met spelcartridges werken.

## Zie verder
- Lcd-spel
- Draagbaar televisiespel